# Mamed Ibragimov
Mamed Ibragimov (9 giugno 1992) è un lottatore kazako, specializzato nella lotta libera.

## Palmarès
- Campionati asiatici

Ulaanbaatar 2022: bronzo nei 97 kg.
- Giochi asiatici

Incheon 2014: bronzo nei 97 kg
- Giochi della solidarietà islamica

Baku 2017: bronzo nei 97 kg.